# Запис Здравковића храст (Бошњаце)
Запис Здравковића храст (Бошњаце) се налази на парцели чији је власник Здравковић Блашко.

## Локација
| Општина             | Лебане                                                                      |
| Катастарска општина | Бошњаце                                                                     |
| Потес               | Луг                                                                         |
| Координате          | 42° 56′ 33″ С; 21° 47′ 36″ И / 42.942399999999999° С; 21.793399999999998° И |
| Надморска висина    | 266m                                                                        |

## Карактеристике
Дендрометријске вредности утврђене на терену и сателитским снимцима:
| Стабло                     | Храст |
| Висина стабла              | m     |
| Обим дебла                 | m     |
| Пречник крошње             | 26m   |
| Пречник дебла              | m     |
| Висина дебла до прве гране | m     |

## База записа
Запис је у оквиру Викимедија пројекта "Запис - Свето дрво" заведен под редним бројем 1261.